# Мюллер, Шуламит
Шуламит Мюллер (англ. Shulamith Muller, декабрь 1922 — июль 1978) — южноафриканская юристка, коммунистка и активистка движения против апартеида. Мюллер была одним из адвокатов на процессе по делу о государственной измене в 1956 году. 

## Биография
Мюллер родилась в декабре 1922 года в Претории, в еврейской семье. Мюллер училась в Преторийском университете, где изучала право и стала адвокатом в 1948 году. В своей практике она работала с Оливером Тамбо, Нельсоном Манделой, Артуром Часкалсоном и Джорджем Бизосом. Мюллер разрешила Южноафриканскому конгрессу профсоюзов (SACTU) работать тайно из её офиса.
В 1956 году Мюллер работала адвокатом Виолы Хаше и предотвратила её депортацию. Мюллер также подавала апелляции в пользу Софии Уильямс-Де Брюйн. Мюллер также принимала участие в судебном процессе по делу о государственной измене 1956 года в качестве одного из адвокатов-инструкторов, взявшись за дело, будучи на седьмом месяце беременности.
Мюллер была арестована во время чрезвычайного положения после расстрела в Шарпевилле и сначала содержалась в тюрьме Йоханнесбургского форта, а затем была переведена в Центральную тюрьму Претории. В тюрьме она помогала другим, оказывая юридическую помощь. Она подвергалась запретам и преследованиям со стороны Специального отдела, в результате чего она больше не могла эффективно заниматься юридической практикой. В 1962 году она вместе с семьёй бежала в Свазиленд.
В августе 1962 года, после того как она отправилась в Свазиленд, на неё и ещё 101 южноафриканского активиста был наложен запрет на публикацию устных и письменных высказываний. В августе 1971 года Южная Африка исключила её из списка адвокатов. Она умерла в Свазиленде в июле 1978 года.
После того, как Мюллер была исключена из списка адвокатов Южной Африки более чем на 30 лет, в 2005 году она была посмертно восстановлена в должности Высоким судом Йоханнесбурга. Прошение о восстановлении подал её сын Арнольд.